# 卡斯卡斯基亞鎮區 (伊利諾伊州費耶特縣)
卡斯卡斯基亞鎮區（英語：Kaskaskia Township）是位於美國伊利諾伊州費耶特縣的一個行政鎮區。

## 地方資料
根據2010年美國人口普查的數據，卡斯卡斯基亞鎮區的面積為89.00平方千米，當中陸地面積為88.90平方千米，而水域面積為0.10平方千米。當地共有人口631人，而人口密度為每平方千米7.09人。